# 詹姆斯·马伯格
詹姆斯·马伯格（英語：James Marburg，1982年12月27日—），澳大利亚男子赛艇运动员。他曾代表澳大利亚参加2008年和2012年夏季奥林匹克运动会赛艇比赛，其中2008年奥运会获得一枚银牌。